# 난형난제
난형난제(難兄難弟)는 두 사람 사이에 우열을 가리기 어렵다는 뜻의 고사성어이다. 
중국의 삼국시대 문관으로 알려진 진식은 두 아들 진기, 진심과 함께 삼군자라 불리며 이름을 날렸다. 진기에게는 아들 장문이 있었고, 진심에게는 아들 효선이 있었는데, 어느날 장문과 효선이 누구의 아버지가 더 훌륭한지를 두고 논쟁을 하다가 할아버지인 진식에게 여쭈어보기로 했다. 진식은 “원방(진기)은 형이 되기 어렵고, 계방(진심)은 동생이 되기 어렵다”라고 답했다. 

陳元方子長文有英才, 與季方子孝先, 各論其父功德, 爭之不能決, 咨於太丘.
太丘曰:[元方難爲兄, 季方難爲弟.]

## 참고 문헌
1. ↑  유의경, 세설신어,